# Pogonioefferia triton
Pogonioefferia triton là một loài ruồi trong họ Asilidae. Pogonioefferia triton được Osten-Sacken miêu tả năm 1887. Loài này phân bố ở vùng Tân nhiệt đới và Tân Bắc giới.